# Blues Foundation

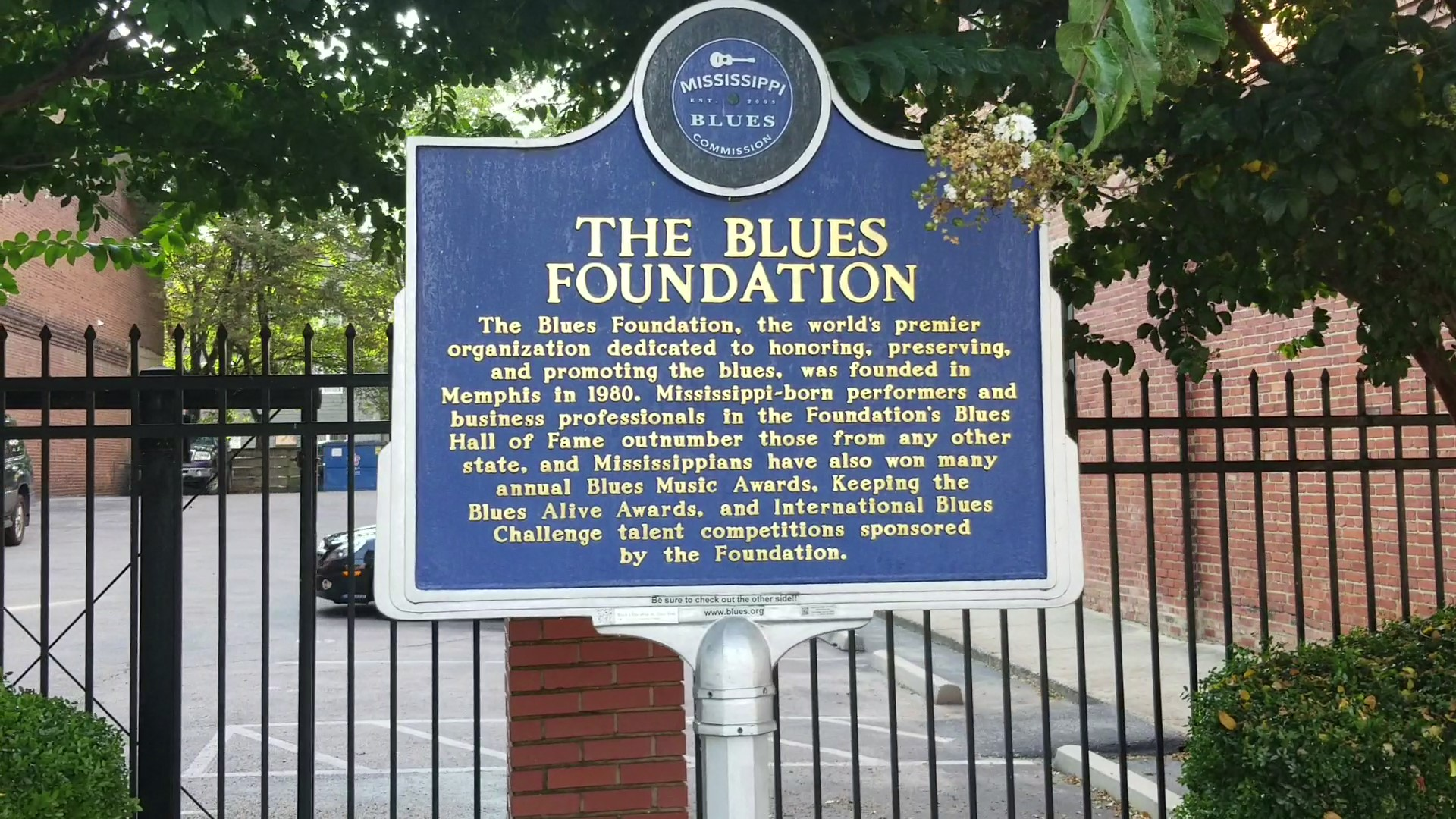
Cartel de The Blues Foundation

La Blues Foundation es una organización estadounidense sin ánimo de lucro, con sede central en Memphis, Tennessee; cuenta con afiliaciones en más de 135 organizaciones relacionadas con el blues y con miembros repartido por más de 20 países.
Fundada en 1980, es dirigida por un gabinete de 25 personas quienes hacen valer la misión principal de la fundación: "la preservación de la historia del blues". Así mismo, esta fundación era la encargada de organizar los premios anuales W.C. Handy, que se otorgan "en reconocimiento a las mejores grabaciones e intrepetaciones de blues". Posteriormente, el premio cambió su nombre por Blues Music Awards.